# Gertrud Zachau
Gertrud Zachau, geborene Bergman, (* 6. September 1872 in Vänersborg; † 8. Mai 1953 in Stockholm) war eine schwedische Turnerin und Frauenrechtlerin.
Zachau war eines von sechs Kindern des Rektors einer Schule und seiner Frau, die sich in verschiedenen Vereinigungen für das Frauenwahlrecht einsetzte. Die Tradition setzten die Töchter Tyra und Gerdrud fort. Zachau zog 1892 nach Stockholm und studierte an einer Gymnastikschule. Sie setzte sich für das Recht der Frauen ein, Sport in der Öffentlichkeit auszuführen und war eine Fürsprecherin der Reformkleidung. Im Jahr 1895 heiratete sie den Unternehmer Arthur Zachau, der eine Streichholzfabrik in Uddevalla besaß. Zachau startete Studienreisen zu anderen Fabriken, um die Arbeitsverhältnisse der Angestellten zu vergleichen. Dies führte dazu, dass die Arbeiter in den zum Unternehmen gehörenden Werkstätten Versicherungen abschließen konnten, dass bessere Arbeiterwohnungen entstanden und dass Frauen nach der Geburt eines Kindes eine längere Freizeit erhielten.
Nach dem Umzug nach Uddevalla verstärkte sie ihre Einsätze für das Frauenwahlrecht. Sie war freundschaftlich mit Lydia Wahlström, Eva Rodhe und ausländischen Suffragetten verbunden. Zachau übernahm 1905 die Position des Wortführers der lokalen Abteilung der International Woman Suffrage Alliance und sie war gleichzeitig Mitglied in der schwedischen Dachorganisation. Als im selben Jahr eine Unterschriftenliste für das Frauenwahlrecht an König Oskar II. und Ministerpräsident Arvid Lindman überreicht wurde, kamen aus Uddevalla 105 Unterschriften, während aus den meisten anderen Städten nur 5 bis 10 Unterschriften stammten. Verschiedene in den Jahren 1919 bis 1921 verabschiedete Gesetze setzten in Schweden das Frauenwahlrecht durch. Zachau lebte nach dem Tod ihres Mannes 1928 in Stockholm und starb dort 1953. Sie wurde in Uddevalla begraben.